# Évangile arabe de l'Enfance
L‘Évangile arabe de l'Enfance (également connu sous le nom d'Évangile syriaque de l'Enfance ou Vie de Jésus en arabe) est un apocryphe chrétien relatant la naissance et l'enfance de Jésus avec beaucoup de merveilleux. Il pourrait avoir été compilé vers le VIe siècle, et est en partie basé sur l'Évangile de l'enfance de Thomas, et le Protévangile de Jacques.

## Présentation
On pense que les sources originales de cet apocryphe étaient rédigées en syriaque vers le Ve ou VIe siècle. Il est connu en Occident par le biais d'une version arabe, publié par Henry Sike en 1697 avec une traduction latine.
Il se compose de trois parties :
1. La naissance de Jésus - sur la base du Protévangile de Jacques
2. Miracles pendant la fuite en Égypte - apparemment fondés sur rien de plus que des traditions locales
3. Les miracles de Jésus, jeune garçon - basé sur l'Évangile de l'enfance selon Thomas

L‘Évangile syriaque de l'Enfance rapporte des prodiges réalisés par Jésus que l’on trouve également dans le Coran :
- « Jésus parle au berceau » dans la Sourate III:, La famille de ‘Imran, 46, la Sourate XIX, Marie, 29-34 et la sourate V, La Table, 110
- « Jésus anime de son souffle des oiseaux en argile » dans la Sourate III, La famille de ‘Imran, 49 et la Sourate V, La Table, 110.

Tant dans l'Évangile syriaque de l'enfance que dans le Coran, Jésus est présenté comme un bébé au berceau donnant un discours très théologique en présence de la Vierge Marie à propos de leur mission respective.